# Атіс Кронвальдс
Атіс Кронвальдс (латис. Atis Kronvalds; *15 квітня 1837 — †17 лютого 1875) — латвійський педагог і публіцист.

## Біографія
Був учителем в Дерптської учительської семінарії. Його націоналістичні погляди найповніше були викладені в німецькій брошурі: «Nationale Bestrebungen» (1872), в якій він боровся з думкою балтійських німців, що освічений латвієць повинен стати німцем. Кронвальдс бажав, щоб кожна народність зберігала своє власне обличчя. Цінні його спроби розробки латвійської і литовської мов і лексичні матеріали, повідомлені ним єпископу Ульману для «Lettisches Worterbuch» (Рига, 1872). Багато з новостворених ним латвійських і литовських слів використовувалися і пізніше.

## Праці
- Dzeja jeb poēzija (1869)
- Vecas valodas jauni vārdi (1869)
- Tēvuzemes mīlestība (1871)
- Valodas kopējiem (1872)
- Nationale Bestrebungen (1872)
- Tautiskie centieni (1887)
- Kopoti raksti 2 sēj. (1936—1937)
- Izlase Tagadnei (1987)